# Errata Stigmata
Errata Stigmata – singel CD fińskiego zespołu heavymetalowego Babylon Whores, wydany w październiku 2000 roku przez wytwórnię Necropolis Records. Jest to CD-Extra, zawierający teledysk do utworu "Sol Niger".

## Twórcy
- Ike Vil - śpiew
- Antti Litmanen - gitary
- Jake Babylon - gitara basowa
- Pete Liha - perkusja, instrumenty perkusyjne

## Lista utworów
1. "Errata Stigmata" – 3:33
2. "Fey" – 4:53
3. "Errata Stigmata" (St. Vitus Dance Mix) – 4:51
4. "Sol Niger" (teledysk)